# IMS Learning Design
IMS Learning Design o IMS LD és el llenguatge de modelatge educatiu amb més repercussió avui dia. IMS LD permet modelar i dissenyar explícitament processos d'ensenyament-aprenentatge usant un llenguatge formal. Les experiències d'aprenentatge descrites mitjançant el llenguatge d'IMS LD reben el nom d'unitats d'aprenentatge (units of learning, UoL).
Una UoL en IMS LD representa un esdeveniment instruccional o d'aprenentatge de qualsevol mida (granularitat). Per exemple, en una UoL es pot representar un curs, un taller, un seminari, una lliçó, un programa curricular o fins i tot altres esdeveniments d'aprenentatge informal.
Dins d'una UoL es descriuen les activitats d'aprenentatge, els recursos educatius, els participants que hi intervenen i els mecanismes d'orquestració que permeten dirigir els estudiants entre les activitats que conformen l'experiència d'aprenentatge per a assolir determinats objectius educatius.

## Estructura d'una unitat d'aprenentatge
IMS LD utilitza la metàfora de la representació d'una obra de teatre per a ajudar el dissenyador instruccional a entendre la manera en què es pot compondre i executar una UoL. Un escenari educatiu, amb independència del mètode pedagògic utilitzat, es pot representar com una obra de teatre (play), en la qual s'integren un o diversos actes (act) que s'escenifiquen de manera seqüencial. En l'obra hi poden participar un conjunt d'actors que assumeixen uns rols o personatges en diferents moments de l'obra. Pot ser que un actor hagi d'assumir rols diferents de personatges diferents durant l'obra. Cada personatge té assignada una o diverses activitats que haurà de fer (role-part) en diferents actes de l'obra.
Un acte està constituït d'una o diverses assignacions d'activitats a rols (role-part). Cadascuna d'aquestes activitats s'ha d'executar simultàniament (o altrament dit, concurrentment), de manera independent però sincronitzada amb l'acte a què pertanyen.
En acabar un acte —per exemple, quan els actors han acabat la seqüència d'activitats que els correspon representar— i com que la representació de cada personatge és simultània i independent de la d'altres personatges, l'acció s'atura per a verificar si els actors han acabat la seqüència d'activitats que a cadascun li correspon representar; si s'ha acabat, es dona inici a l'acte següent, i així successivament fins que s'acaben tots els actes de l'obra.
L'obra s'acaba quan s'acaba l'execució del conjunt d'actes que la conformen, ordenats de manera seqüencial. Finalment, dins d'una UoL, es poden representar diferents obres teatrals emprant un mètode (method), i cadascuna d'aquestes obres s'executa de manera simultània i independent de la resta de les obres.

## Etapes del disseny d'una unitat d'aprenentatge

### Recursos
El primer pas per a crear un curs en IMS LD és definir els recursos. Cada ítem d'un recurs pot ser un fitxer empaquetat al costat de la UoL o bé un enllaç URL a un recurs d'Internet. Després d'identificar les activitats, els recursos i les eines necessaris és d'esperar que els recursos s'hagin elaborat abans de dissenyar el curs. Els recursos que s'han identificat com a bàsics estan associats directament a una activitat. Una activitat pot contenir un o diversos ítems de recursos, i la decisió de quants en fan falta queda a càrrec d'una anàlisi prèvia.

### Entorns
Els recursos que s'han marcat com a complementaris poden estar associats a l'activitat per mitjà d'un entorn. Així, els entorns contenen objectes d'aprenentatge que alhora estan formats per recursos. Un entorn és, per tant, el context en què es porta a terme cada activitat. Els estudiants us podeu centrar en els recursos bàsics de l'activitat, o bé acudir a l'ajuda que us presta l'entorn, depenent del model educatiu definit durant l'etapa de disseny.
Després de definir els entorns, cal associar-los a una activitat, de manera que hi serveixin de complement. És important destacar que un entorn es pot reutilitzar, i així hi poden haver activitats diferents que es poden recolzar en el mateix entorn.

### Serveis
Els entorns permeten complementar una activitat amb elements addicionals que en facilitin el desenvolupament. Seguint aquesta filosofia de disseny, les eines de suport a l'aprenentatge que siguin disponibles per Internet també són part d'un entorn. IMS LD anomena serveis aquestes eines, que són accessibles des d'una adreça URL. Els tipus de servei previstos avui dia per l'especificació IMS LD són el servei de conferència (síncrona o asíncrona), el servei d'enviament de correu electrònic, el servei de monitor d'estat i el servei de cerca.

### Rols
Abans de començar la traducció a IMS LD del flux d'activitats d'aprenentatge, s'ha de fer correspondre a cada usuari que formarà part del curs el rol que hi tindrà. En el cas més habitual, amb un rol d'estudiant i un rol de professor n'hi ha prou per a fer de suport d'un disseny bàsic del curs. Tanmateix, hi ha esquemes de treball més complexos, com l'aprenentatge col·laboratiu, que requereixen que es defineixin rols diferents i també que s'estableixin grups d'usuaris que tinguin un mateix rol.

## Nivells
Per a facilitar-ne la comprensió i dosificar-ne l'acceptació per part d'eines i entorns, l'especificació IMS LD es va dividir en tres nivells:
- El nivell A de l'especificació inclou la definició dels elements descrits més amunt, això és, les activitats, els recursos, els serveis, els entorns, els rols d'usuari i la descripció del mètode didàctic (compost de method, play, act i role-part).

- El nivell B afegeix les propietats i condicions, les quals permeten definir fluxos d'aprenentatge condicionals segons diversos valors o propietats que poden tenir els usuaris, els rols o els cursos (per exemple, les dades d'un usuari, el rol que té, les característiques d'un curs.)

- El nivell C afegeix la possibilitat de definir les notificacions que han de rebre les activitats, que permetin a aquestes activitats actuar de manera asíncrona, i així definir variants en el flux d'aprenentatge segons l'ocurrència de determinats esdeveniments (per exemple, l'enviament d'un correu electrònic).